# Radenín
Radenín (en allemand : Radenin) est une commune du district de Tábor, dans la région de Bohême-du-Sud, en République tchèque. Sa population s'élevait à 496 habitants en 2020.

## Géographie
Radenín se trouve à 13 km à l'est-sud-est de Tábor et à 84 km au sud-sud-est de Prague.
La commune est limitée par Nová Ves u Chýnova, Chýnov et Dolní Hořice au nord, par Křeč à l'est, par Chrbonín, Krtov et Dlouhá Lhota au sud, et par Turovec à l'ouest.

## Histoire
La première mention écrite de la localité date de 1300.